# Чонопљански пут (Сомбор)
| Улица Чонопљански пут | Улица Чонопљански пут                    |
| --------------------- | ---------------------------------------- |
|                       |                                          |
| Почетак               | Улица Милоша Обилића                     |
| Крај                  | улазак у Чонопљу, Улица Марка Орешковића |
| Дужина                | око 8500 m                               |
| Ширина                | 16 до 17 m                               |
| Створена              |                                          |
| Названа               |                                          |
|                       |                                          |
|                       |                                          |
| Поглед на улицу       |                                          |

Улица Чонопљански пут  је једна од прилазних градских улица Сомбора, седишту Западнобачког управног округа. Протеже се правцем који повезује Улицу Милоша Обилића, а завршетак јој је пред улазак у насељено место Чонопља. Дужина улице је око 8500 m. 

## Име улице
Улица Чонопљански пут је прилазна градска улица називана према правцу у коме води или из ког долази – овог пута из насељеног места Чонопља.

## Суседне улице
- Улица Браће Лукачев
- Улица Богољуба Јефтића
- Улица Личка
- Улица Барањска
- Улица Бањалучка
- Улица Водоводска
- Улица Марка Орешковића

## Чонопљанским путем
Улица Чонопљански пут је улица у којој се налазе углавном стамбени објекти, неколико продајних објеката, фирми као и део православног гробља.

### Значајније институције и објекти у улици[1]
- Ауто сервис Михаљевић
- Интернистичка ординација Cardiomedica+, на броју 15/Ц

Специјалистичка интернистичкла ординација Cardiomedica+ основана је априла 2016. године. Oрдинације пружа медицинску услугу из домена интерне медицине од стране субспецијалиста кардиологије, ендокринологије, гастроентрологије, хематологије. У ординацији се врши и ултразвучна дијагностика, и кардиолошка дијагностика- тестови оптерећења,холтери ЕКГ и крвног притиска.
- Расадник Јелена, на броју 2/Б

Расадник „Јелена” се бави производњом разног украсног биља, као и уређењем и одржавањем вртова.
- Вила Кронић, на броју 30

Вила Кронић је објекат саграђен са посебном понудом за потребе фудбалског спорта и представља мотел са рестораном који у свом склопу има 23 собе са укупно 60 лежајева, са купатилима, телевизорима са сателитским програмом, а неке од њих имају и лође.
- Велико Православно гробље - налази се на десној страни улице на броју 20.
- Игралиште код гробља